# Fort de Nossa Senhora da Luz de Cascais
Le fort de Nossa Senhora da Luz de Cascais, est une fortification militaire située dans la freguesia de Cascais e Estoril (pt), sur le territoire de la municipalité de Cascais (district de Setúbal, Portugal),.
Il fait partie de la défense de l'embouchure du Tage, avec le fort de São Sebastião da Caparica et la tour de São Vicente de Belém. Elle est flanquée du tour de Santo António de Cascais, qui fait à son tour partie du complexe de la citadelle de Cascais..
il est classé Immeuble d'intérêt public (Catégorie IIP) depuis1977.

## Historique
La structure actuelle a été commencée en 1594, lorsque la tour du XVe siècle a été entourée de trois bastions, et rouverte sous l'invocation de Notre-Dame de la Lumière.
La structure fut gravement endommagée lors du séisme de 1755 à Lisbonne, lorsque des fissures se creusèrent dans les murs extérieurs, provoquant l'effondrement de la partie supérieure de l'ancienne tour, ainsi que de tous ses planchers et plafonds. La chapelle Saint-Antoine, patron de l' armée portugaise, fut également détruite à cette époque.
Avec l'évolution des équipements militaires, l'ancienne fortification a perdu sa fonction défensive et a été désactivée.

## DuXXesiècleà nos jours

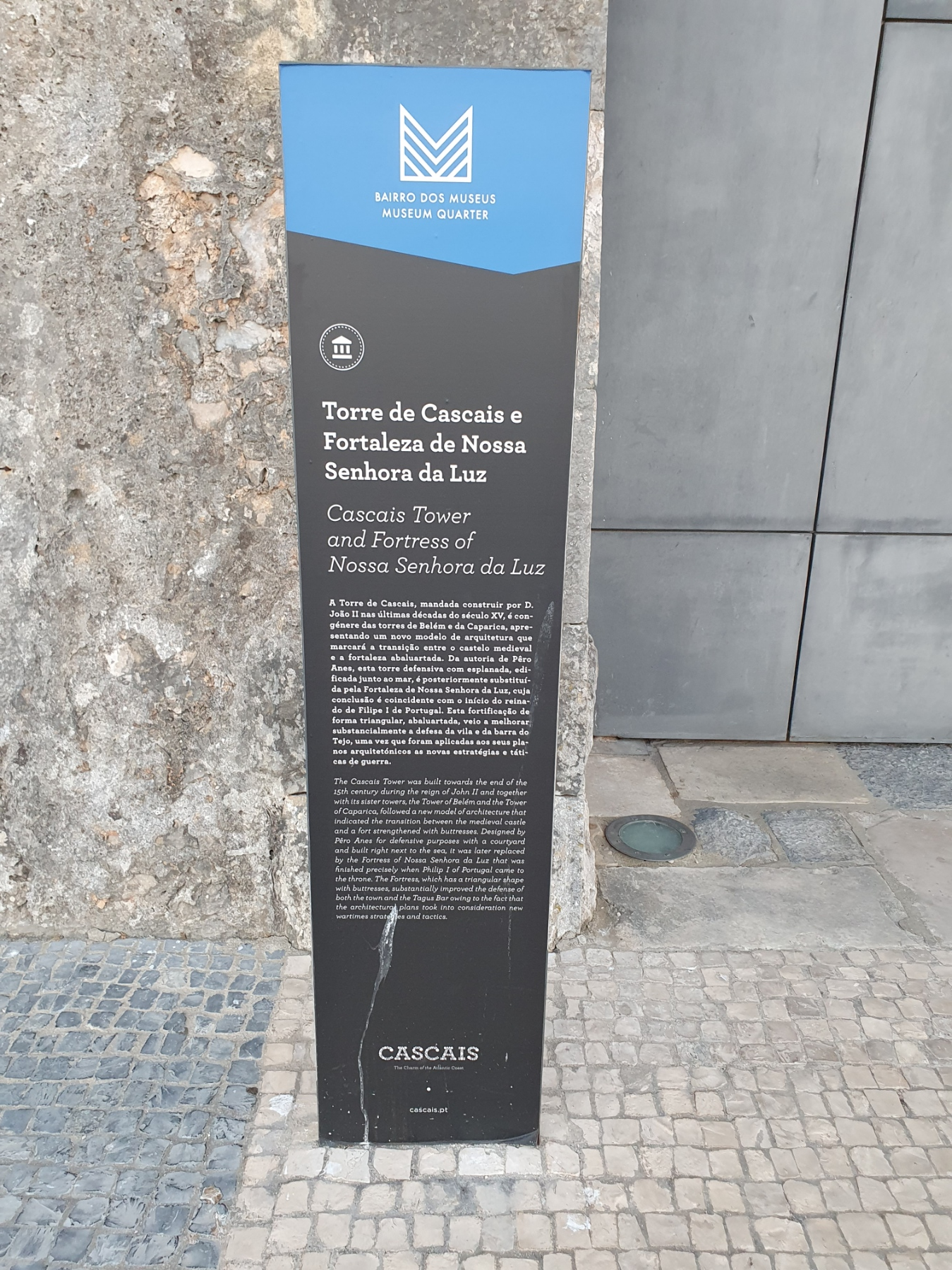

Au début du XXe siècle, des travaux d'adaptation imposèrent de nouveaux étages et masquèrent de larges pans de l'ancienne tour, qui fut enduite et blanchie à la chaux.
Actuellement, la citadelle de Cascais, comprenant le fort de Nossa Senhora da Luz et la tour de Santo António de Cascais, comprenant toute la partie fortifiée entre Ponta do Salmodo et le Club Naval de Cascais, est classée Immeuble d'intérêt public par le décret n° 129 du 29 septembre 1977.
La forteresse est en cours de restauration depuis 1985. La citadelle et les installations du fort sont utilisées par l'armée portugaise. Elles servent également de résidence d'été officielle au président de la République portugaise.

## Caractéristiques
Le corps principal de la structure, aux tons ocres de sorte que, depuis la mer, il pourrait être confondu avec le littoral, est constitué par la tour du XVe siècle, encastrée dans la roche.
La tour fut fortifiée à la fin du XVIe siècle et subit des transformations. Elle s'appuyait sur une autre structure rectangulaire plus basse, et l'ensemble fut entouré de murailles. Lors des travaux de réparation qui suivirent le tremblement de terre de 1755, les fenêtres du côté nord furent remodelées et, des voûtes d'origine, il ne reste que les bases des arcs et leurs corbeaux respectifs.

## Galerie

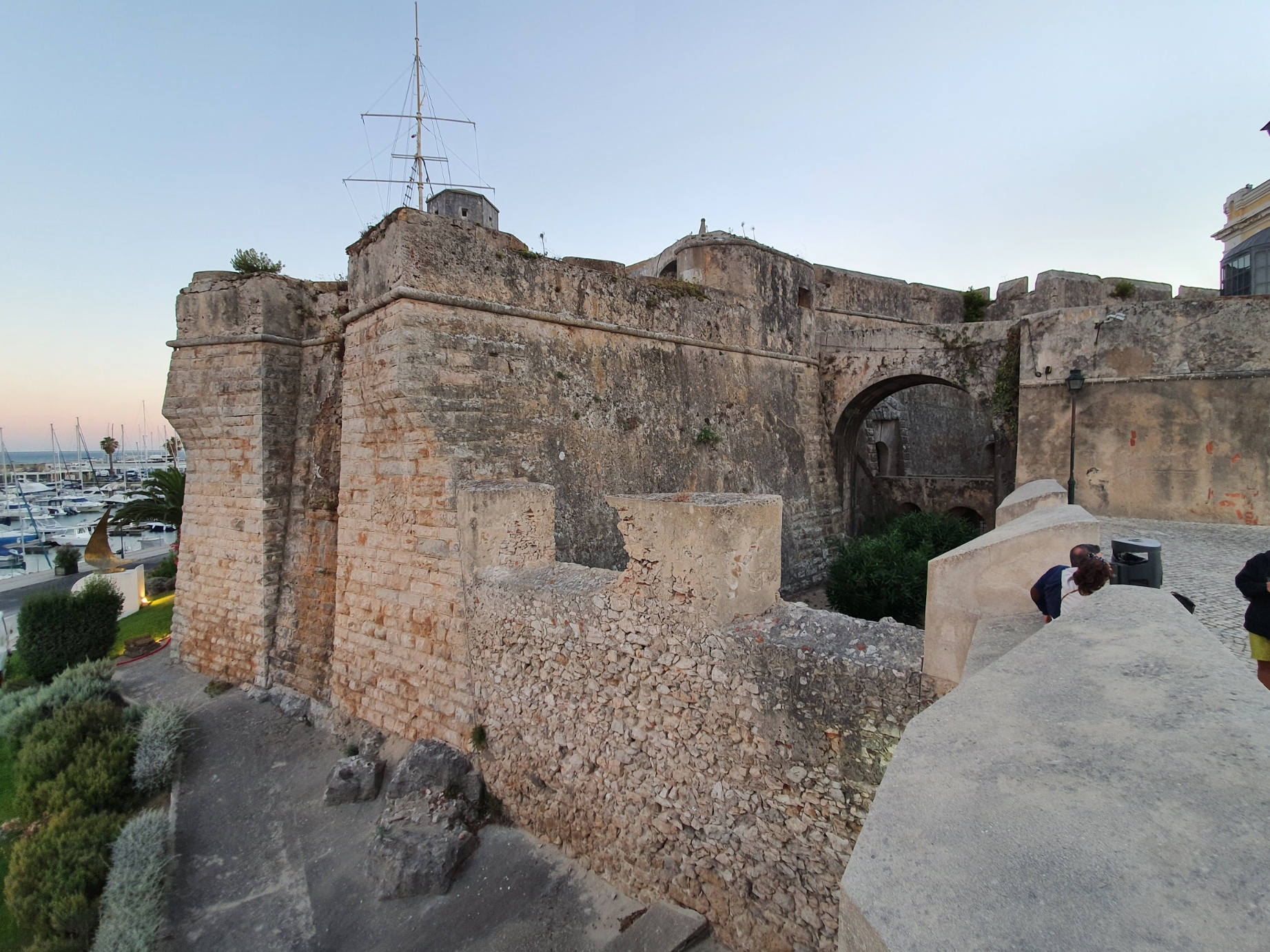
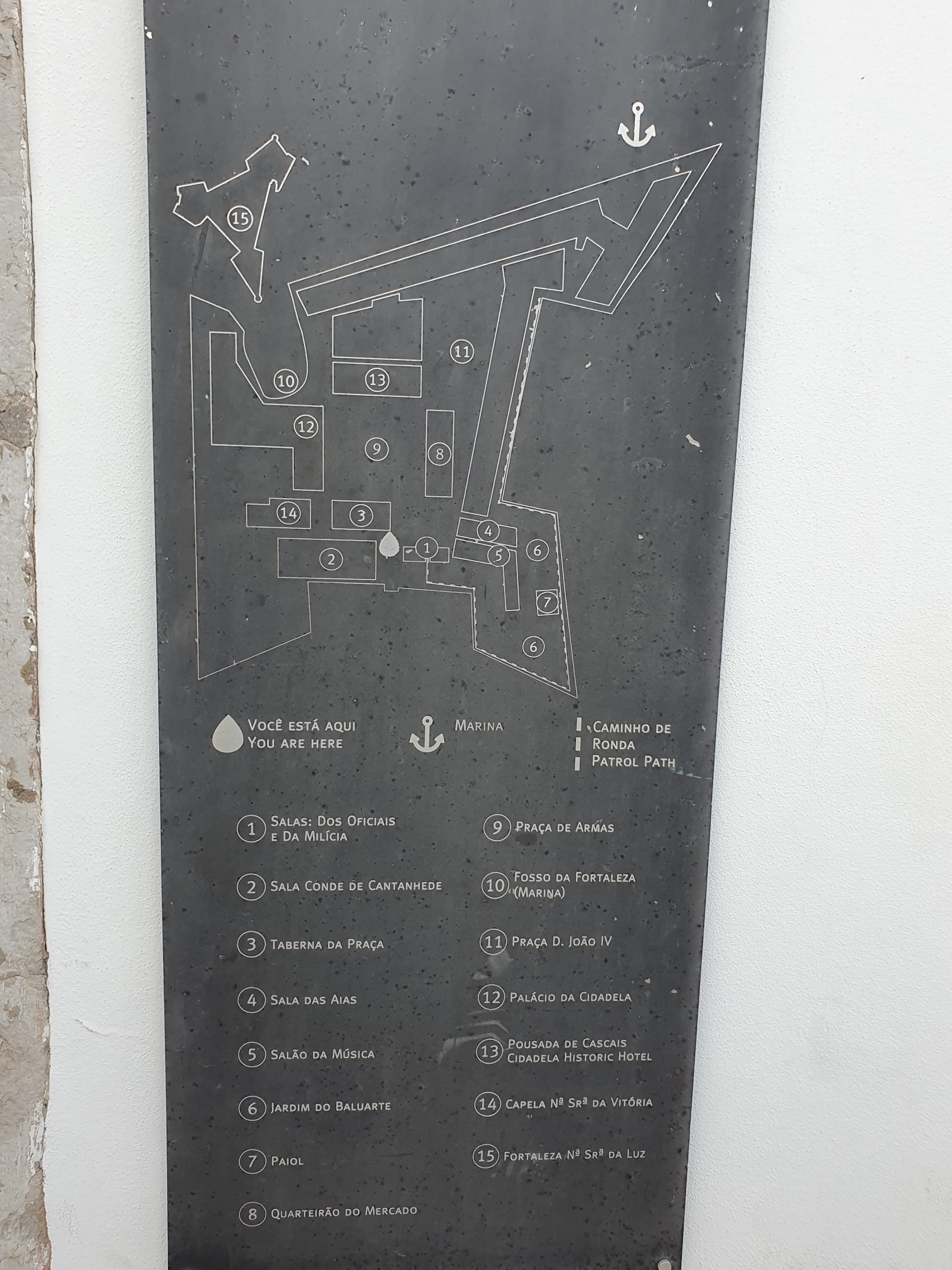